# لوئیز (نام کوچک)

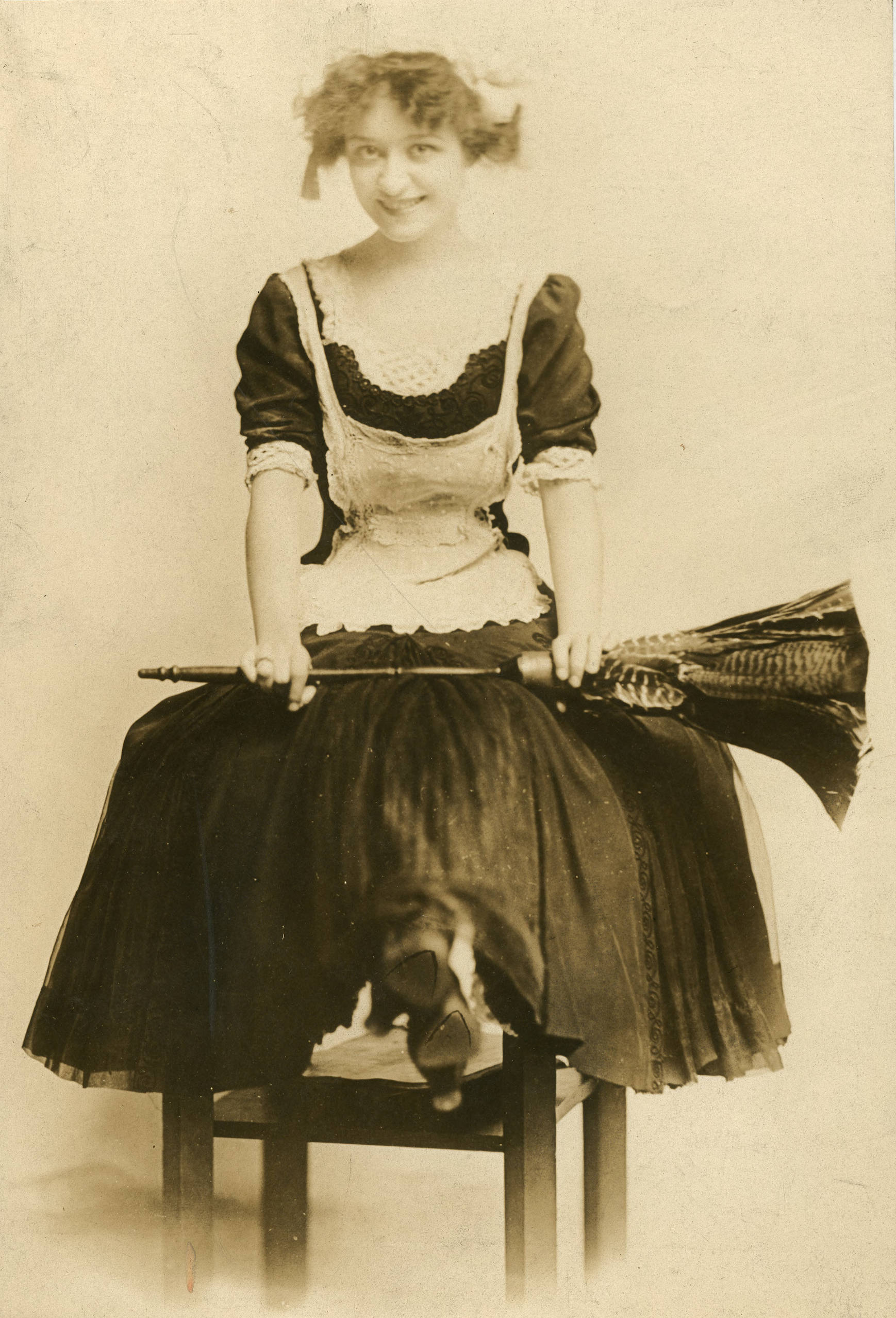
Louise Meyers

لوئیز (آلمانی: Luise؛ فرانسوی: Louise) یک نام کوچک و شکل زنانهٔ لوئی/لوئیس (Louis) است که ممکن است به یکی از موارد زیر اشاره داشته باشد:
- لوئیز بورژوآ
- لوئیز بیورز
- لوئیز بورگوئن
- لوئیز بریلی
- لوئیز بروکس
- مدونا لوئیز چیکونی
- لوئیز فلچر
- لوئیز جیمسون
- لوئیز لسر
- لوئیز راینر
- لوئیز ردنپ
- مری-لوئیز پارکر
- لوئیز بوگان
- لوییز اردریک
- لوییز هی
- لیدی لوئیز ویندسور
- لوئیز بورو
- لوییز آربور
- لوئیز براون
- لوئیز کاترین برسلاو